# 예솔로

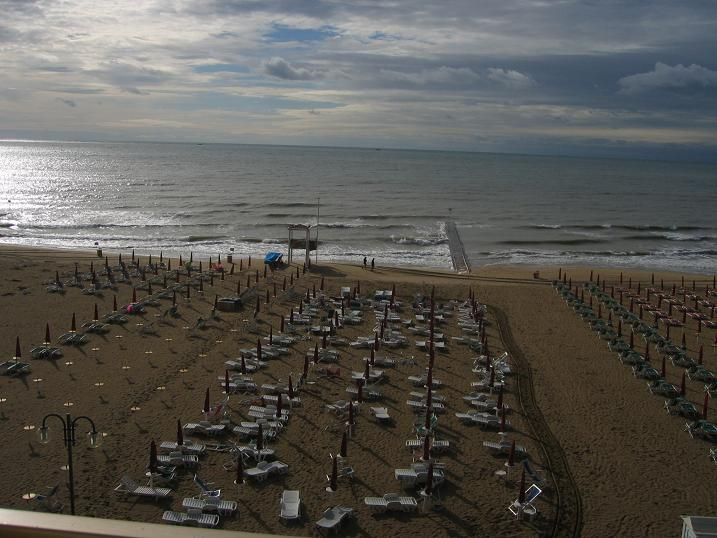
예솔로의 바닷가.

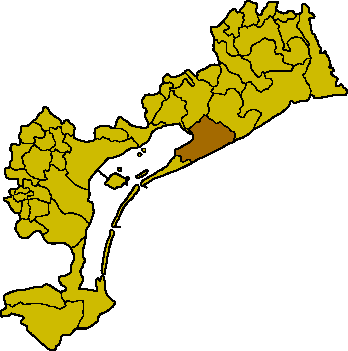
베네치아 현에서의 예솔로의 위치.

예솔로(이탈리아어: Jesolo)는 이탈리아 베네치아현의 코무네이다. 인구는 2012년 3월 22일 기준으로 총 23,988명이다.

## 지리
이 코무네는 헤라클레아와 카발리노 트레포트리 사이, 베네치아의 북부에 위치해 있다.

## 경제
이 도시의 경제는 대부분 관광에 의존한다. 예솔로는 풍부한 휴양시설과 15킬로미터(9 마일)에 이르는, 리도 디 예솔로라는 이름의 해변이 있는 바닷가 휴양지이다. 관광 전성기 때에는 해마다 최고 6,000,000명 이상의 관광객들이 방문하였으나, 현재는 새로운 휴양 도시들과의 경쟁으로 인하여 한 해에 4,500,000명으로 줄어들었다.

## 자매 도시
- 오스트리아 펠덴암뵈르터제 (2006년 이후)